# جوران نافوجيك
جوران نافوجيك (بالكرواتية: Goran Navojec) هو مؤدي وممثل كرواتي، ولد في 10 أكتوبر 1970 ببيلوفار في كرواتيا.

## أعمال

### أفلام
- (2011) بروتوكول الشبح[2]
- (2014) حسب ترتيب الاختفاء[3][4]

## وصلات خارجية
- جوران نافوجيك على موقع IMDb (الإنجليزية)
- جوران نافوجيك على موقع ألو سيني (الفرنسية)
- جوران نافوجيك على موقع أول موفي (الإنجليزية)
- جوران نافوجيك على موقع قاعدة بيانات الأفلام السويدية (السويدية)
- جوران نافوجيك على موقع قاعدة بيانات الفيلم (الإنجليزية)
- جوران نافوجيك على موقع كينوبويسك (الروسية)